# Johann Georg Lehmann
Johann Georg Lehmann (ur. 11 maja 1765 w Baruth/Mark, zm. 6 września 1811 w Dreźnie) – niemiecki geodeta i kartograf.

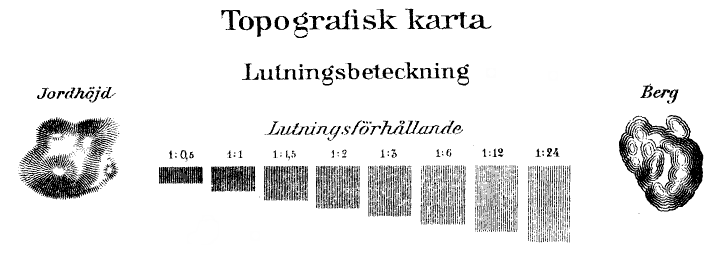
Przedstawianie rzeźby terenu metodą Lehmanna

Upowszechnił przedstawianie rzeźby terenu na mapie za pomocą kreskowania – im bardziej strome zbocze, tym intensywniejsze kreskowanie. Zasada ta opierała się na rozumowaniu, że na płaską powierzchnię pada najwięcej światła słonecznego, a na nachyloną – znacznie mniej (tym mniej, im bardziej nachylona jest ta powierzchnia).
Pierwsze mapy prezentujące rzeźbę w taki sposób wykonał będąc zatrudnionym przy budowie dróg w Rudawach (Górach Kruszcowych) w Saksonii. Rozprawę o nowej teorii oznaczania powierzchni pochyłych opublikował anonimowo w 1799.
Lehmannowski sposób przedstawiania rzeźby terenu, niekiedy z pewnymi modyfikacjami wynikającymi z bardziej złożonej rzeźby terenu i większych nachyleń stoków na obszarach górskich, stosowano na mapach niemieckich (szczególnie w Saksonii, Bawarii), austriackich i włoskich. W Polsce metodę Lehmanna zastosowano bez zmian na Topograficznej Karcie Królestwa Polskiego (tzw. Mapie Kwatermistrzostwa). Na mapach Prus dla terenów słabo nachylonych wprowadzono dodatkowo kreski przerywane (taką manierę zastosowano na Karte des Deutschen Reiches oraz rosyjskiej trzywiorstówce). 